# راديفوي مانيتش
راديفوج مانيتش (بالصربية: Радивоје Манић)‏ (Radivoje Manić) (16 يناير 1972 في صربيا – )؛ هو لاعب كرة قدم سابق كان يلعب كمهاجم. يلعب مع منتخب صربيا لكرة القدم منذ عام 1997.

## وصلات خارجية
- راديفوي مانيتش على موقع رابطة كرة القدم اليابانية للمحترفين (اليابانية)
- راديفوي مانيتش على موقع دوري كوريا الجنوبية (الإنجليزية)
- راديفوي مانيتش على موقع قاعدة بيانات كرة القدم.إي يو (الإنجليزية)
- راديفوي مانيتش على موقع ناشيونال فوتبول تيمز (الإنجليزية)
- راديفوي مانيتش على موقع عالم كرة القدم.نت (الإنجليزية)

- National Football Teams